# Anticancer Research
Anticancer Research, abgekürzt Anticancer Res., ist eine wissenschaftliche Fachzeitschrift, die vom International Institute for Anticancer Research veröffentlicht wird. Die Zeitschrift erscheint derzeit mit zwölf Ausgaben im Jahr. Es werden Arbeiten zu allen Fragen der Krebsforschung veröffentlicht.
Der Impact Factor lag im Jahr 2016 bei 1,937. Nach der Statistik des ISI Web of Knowledge wird das Journal mit diesem Impact Factor in der Kategorie Onkologie an 160. Stelle von 217 Zeitschriften geführt.